# Chrysometa churitepui
Chrysometa churitepui là một loài nhện trong họ Tetragnathidae.
Loài này thuộc chi Chrysometa. Chrysometa churitepui được Herbert W. Levi miêu tả năm 1986.